# 路易·凯里
路易·安東尼·卡利（英語：Louis Anthony Carey，1977年1月22日—）是一名足球運動員，司職中堅，現時效力英冠球會布里斯托城。雖然在英格蘭布里斯托尔出生，但因祖父母的血緣關係取得代表蘇格蘭參加國際賽的資格，曾代表蘇格蘭U21上陣1場。

## 生平

### 球會
布里斯托城
卡利出身自布里斯托城青訓系統，於1995年10月首次提升到一隊上陣，此後9個球季一直佔據球隊的右閘或中堅席位，是布里斯托城於1997/98年升班甲組〈第2級〉的功臣之一。2000年卡利與球會簽署四年新約，但於合約屆滿後，他拒絕續約而以自由身免費轉投高雲地利。
高雲地利
卡利在彼得·列特麾下在夏菲特路球場（Highfield Road）逗留了6個月，期間在一隊出出入入，於上陣27場及在彼得·列特被革職後不久與高雲地利提前解約，時任布里斯托城球員兼領隊白賴仁·天尼安（Brian Tinnion）隨即邀請卡利回巢。
重返布里斯托城
2005年1月卡利簽署兩年半新約重投布里斯托城旗下，再次回到熟悉的崗位，成為球隊不可缺少的一員。2006年於史蒂夫·布鲁克（Steve Brooker）因傷人入獄後，卡利自此一直保有隊長臂章。2006/07年球季卡利再次協助布里斯托城奪得英甲亞軍及直接升班英冠席位，並於2007年7月簽署兩年新約。
2008年3月15日對普利茅夫是卡利為布里斯托城上陣第500場賽事；2011年2月12日對列斯聯是他的第600場賽事，但卻因生涯第4次撞破鼻子而提早退下火線。
2011年7月1日卡利與布里斯托城續約一年。

## 外部連結
- 布里斯托城官網簡歷[永久]
- 足球数据库：路易·卡利的球员统计数据